# Stefan Kaufmann (Politiker)

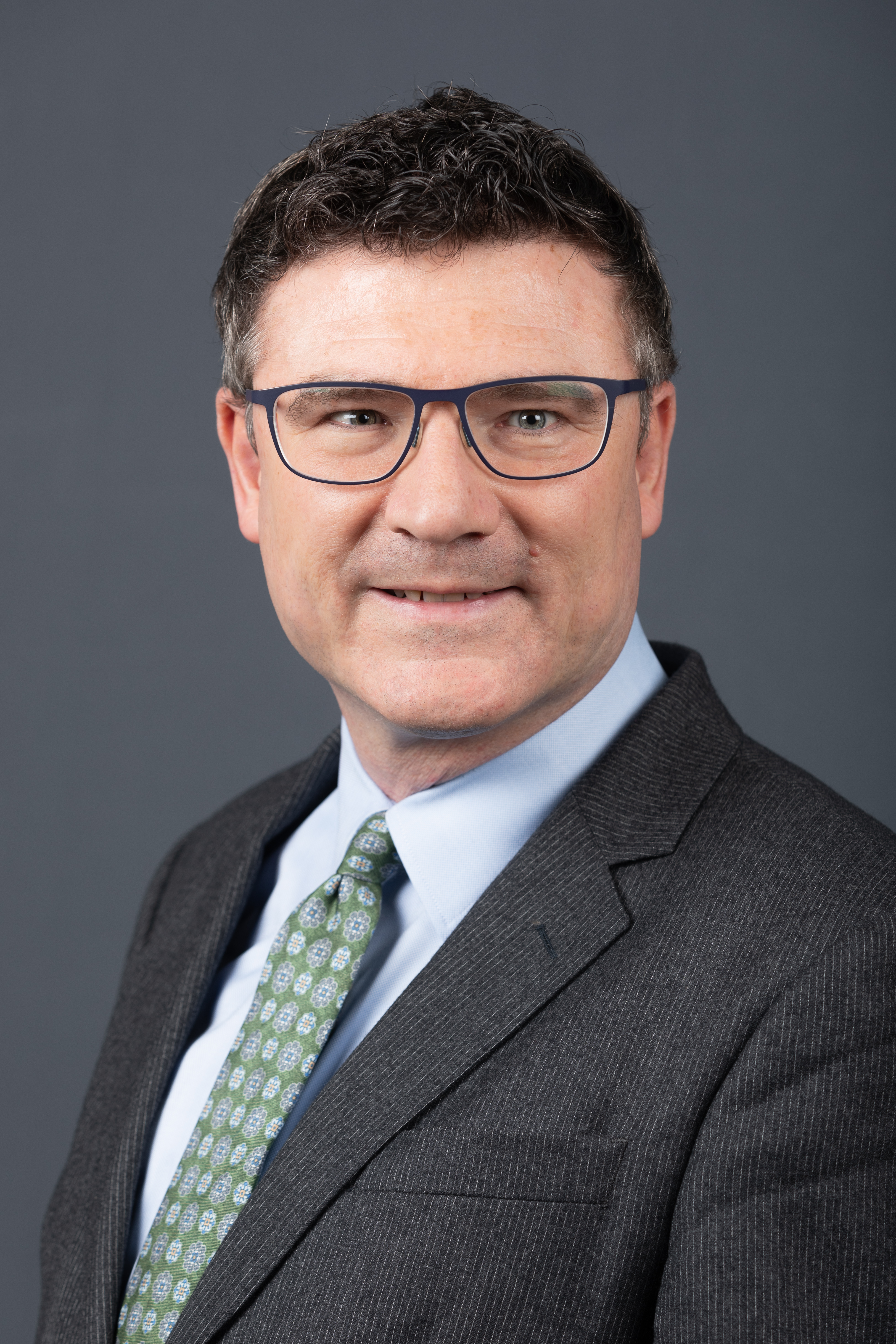
Stefan Kaufmann (2020)

Stefan Kaufmann (* 21. August 1969 in Stuttgart) ist ein deutscher Jurist und Politiker (CDU). Er war von 2009 bis 2021 sowie von 2024 bis 2025 Mitglied des Deutschen Bundestages. Von Juni 2020 bis August 2022 war er Beauftragter für Grünen Wasserstoff im Bundesministerium für Bildung und Forschung.

## Leben
Kaufmann wurde als jüngster von drei Brüdern geboren. Seine Mutter war Stenokontoristin, später Hausfrau, sein Vater war Prokurist, verstarb jedoch bereits 1982. Seine Kindheit verbrachte er in Stuttgart-Weilimdorf. Nach dem Abitur 1989 am Solitude-Gymnasium Stuttgart-Weilimdorf leistete Kaufmann seinen Zivildienst im Diakonischen Werk Württemberg ab. Danach absolvierte er ein Studium der Rechtswissenschaften in Tübingen mit einem Auslandssemester in Leiden. Anschließend war er als wissenschaftlicher Mitarbeiter bei George Turner an der Universität Hohenheim tätig. Er war Stipendiat der Konrad-Adenauer-Stiftung und wurde 2001 beim Staatsrechtler Thomas Oppermann an der Eberhard-Karls-Universität Tübingen zum Dr. jur. promoviert. Nach seinem Referendariatsdienst und dem Bestehen des zweiten juristischen Staatsexamens im November 2002 ließ er sich als Rechtsanwalt nieder. Seit September 2007 arbeitet er für die Anwaltssozietät Blaich & Partner. Diese Tätigkeit übt er auch nach Antritt seines Bundestagsmandates im Jahr 2009 in Teilzeit weiter aus. Kaufmann ist Ehrenmitglied der juristischen Honor Society Phi Delta Phi. Von August 2022 bis Dezember 2023 war Kaufmann Berater von Thyssenkrupp.
Kaufmann ist römisch-katholisch und ist seit Dezember 2013 mit Rolf Pfander verpartnert. Am 2. Mai 2015 wurde das Paar in einem alt-katholischen Zeremoniell in der Schlosskirche in Stuttgart gesegnet. Mit seiner sexuellen Identität machte er Wahlkampf in einzelnen Stuttgarter Szenetreffs und auf dem lokalen Christopher Street Day.

## Politische Laufbahn
Stefan Kaufmann begann seine politische Tätigkeit zunächst außerhalb der Stuttgarter CDU. So gründete er im Jahre 1992 in Tübingen den Verein „Forum für Hochschul- und Bildungspolitik Tübingen e.V“. Dieser Verein hat es sich zur Aufgabe gemacht, ein bildungspolitisches Gesamtkonzept zu entwickeln, das vor allem an den Schnittstellen zwischen den einzelnen Bildungsstationen ansetzt. Im Rahmen seiner diesbezüglichen Aktivitäten erhielt Kaufmann unter anderem den 1. Preis bei der „Aktion Genius“ des Wissenschaftsministeriums Baden-Württemberg, der vom Minister für Wissenschaft, Forschung und Kunst des Landes Baden-Württemberg Klaus von Trotha ausgeschrieben wurde.
In den Jahren von 1995 bis 1998 war Stefan Kaufmann als Assistent der bildungspolitischen Sprecherin der EVP-Fraktion im Europäischen Parlament, Doris Pack (CDU), tätig, später auch als Assistent und Redenschreiber für die Europaabgeordnete Renate Heinisch (CDU).
1996 trat Kaufmann in die CDU ein. Zwischen März 2001 und Oktober 2009 war er Fraktionssprecher der CDU-Fraktion im Bezirksbeirat Stuttgart-Sillenbuch, von April 2003 bis Oktober 2010 war er Vorsitzender der CDU-Bezirksgruppe Sillenbuch, Heumaden, Riedenberg.
Im November 2005 wählte ihn die CDU Stuttgart zum Zweitkandidaten im Landtagswahlkreis Stuttgart I. Im November 2006 wurde Stefan Kaufmann in den CDU-Kreisvorstand gewählt.
Als überzeugter Katholik kritisierte er im Juli 2007 den Nationalsozialismus-Vergleich der Piusbruderschaft anlässlich des Stuttgarter CSD.
Im Juli 2008 nominierte ihn die CDU Stuttgart zum Bundestagskandidaten für den Bundestagswahlkreis Stuttgart I. Der Wahlkreis war zuvor von Jo Krummacher, der im Februar 2008 verstarb, vertreten worden. Im Oktober 2008 wurde Kaufmann zum stellvertretenden Kreisvorsitzenden der CDU Stuttgart gewählt. Im August 2010 wurde er in diesem Amt bestätigt.
2009 gewann Kaufmann bei den Bundestagswahlen vor dem Bundesvorsitzenden der Grünen Cem Özdemir das Direktmandat im Wahlkreis Stuttgart I und wurde Mitglied des Deutschen Bundestages.
Am 20. Mai 2011 wurde Stefan Kaufmann zum Nachfolger des abgetretenen Kreisvorsitzenden Michael Föll gewählt. Er konnte sich im ersten Wahlgang mit 175 Stimmen gegen die Stuttgarter Kulturbürgermeisterin Susanne Eisenmann mit 130 Stimmen und Karl-Christian Hausmann vom Evangelischen Arbeitskreis mit 21 Stimmen durchsetzen. Im November 2021 legte er das Amt des Kreisvorsitzenden nieder.
Kaufmann war 2012 Vorsitzender des Vereins Bürger-OB – Sebastian Turner für Stuttgart, der sich für die Wahl von Sebastian Turner zum Oberbürgermeister der Stadt Stuttgart politisch und finanziell einsetzte.
Im August 2012 unterzeichnete er einen Aufruf von 13 CDU-Bundestagsabgeordneten, in dem die einkommenssteuerliche Gleichstellung von Lebenspartnerschaften gefordert wird.
Bei der Bundestagswahl 2013 sowie der Bundestagswahl 2017 konnte er das Direktmandat gegen Cem Özdemir und Ute Vogt verteidigen.
Kaufmann befürwortete Ende Juni 2017 die gleichgeschlechtliche Ehe im Bundestag.
Am 19. Juni 2020 wurde Kaufmann unter Bundesministerin Anja Karliczek (CDU) zum Innovationsbeauftragten Grüner Wasserstoff des Bundesministeriums für Bildung und Forschung ernannt. Als dieser war er ständiger Gast des Staatssekretärsausschusses für Wasserstoff der beteiligten Ressorts und des Nationalen Wasserstoffrates.
Bei der Bundestagswahl 2021 verlor Kaufmann das Direktmandat im Bundestagswahlkreis Stuttgart I an Cem Özdemir (Grüne). Auch über den Landeslistenplatz 7 der CDU konnte Kaufmann nicht in den Bundestag einziehen.
Am 21. Januar 2022 gab das Bundesministerium für Bildung und Forschung bekannt, dass Kaufmann das Amt des Innovationsbeauftragten „Grüner Wasserstoff“ im Bundesministerium für Bildung und Forschung trotz Mitgliedschaft in der CDU auch unter der Ampel-Regierung fortsetzen wird. Am 10. August 2022 trat Till Mansmann seine Nachfolge an.
Am 4. Januar 2024 rückte Kaufmann für den verstorbenen Wolfgang Schäuble in den Bundestag nach. Bei der Bundestagswahl 2025 kandidierte Kaufmann nicht erneut.
Laut eigener Aussage ist Kaufmann seit 2012 inoffizieller queerpolitischer Sprecher der CDU/CSU-Fraktion im Deutschen Bundestag als Koordinator der sogenannten „Wilden 13“, die sich zur steuerlichen Gleichstellung gleichgeschlechtlicher Paare beim Ehegattensplitting zusammen gefunden hatte.

### Ausschussarbeit
Stefan Kaufmann war Mitglied im Ausschuss für Bildung, Forschung und Technikfolgenabschätzung, in dem er von 2014 bis September 2020 Obmann der CDU/CSU-Fraktion war. Außerdem war er bis September 2020 stellvertretendes Mitglied im Haushaltsausschuss.
Im Ausschuss für Bildung, Forschung und Technikfolgenabschätzung war sein Arbeitsschwerpunkt die High-Tech-Strategie und die Innovationspolitik des Bundes. Zudem kümmerte er sich um den Bereich der Studienfinanzierung. Dies umfasste insbesondere das Bundesausbildungsförderungsgesetz (BAföG) sowie das Nationale Stipendienprogramm (Deutschlandstipendium). Des Weiteren war er Berichterstatter für die Internationalisierungsstrategie sowie für europäische Bildungs- und Forschungszusammenarbeit – und damit für fast alle EU-Vorhaben, mit denen der Bundestag seit dem Vertrag von Lissabon befasst war. Dies waren beispielsweise die Weiterentwicklung des Europäischen Forschungsraums, die Begleitung des Forschungsprogramms Horizon 2020 oder der Bau eines Europäischen Kernfusionsreaktors in Südfrankreich.
Zwischen September 2018 und September 2020 war Kaufmann Vorsitzender der Enquete-Kommission Berufliche Bildung in der digitalen Arbeitswelt des 19. Deutschen Bundestages.

## Mitgliedschaften und ehrenamtliches Engagement
Kaufmann ist Vorsitzender des Landesfachausschusses Kunst und Kultur der CDU Baden-Württemberg und war bis September 2022 Vorsitzender der Vorstands der Akademie für gesprochenes Wort (Uta-Kutter-Stiftung). Bereits seit 2005 ist Kaufmann Vorsitzender des Fördervereins des Stuttgarter Oratorienchors, seit 2013 auch Vorsitzender des Kuratoriums des Stuttgarter Barockorchesters Il Gusto Barocco. Er ist Mitglied im Vorstand der Theodor-Heuss-Stiftung sowie Mitglied im Kuratorium der Stiftung Bundespräsident-Theodor-Heuss-Haus. Kaufmann war des Weiteren bis Herbst 2021 Mitglied im Kuratorium des Max-Planck-Instituts für Intelligente Systeme und des Max-Planck-Instituts für Plasmaphysik; zuvor war er auch Mitglied im Kuratorium des Max-Planck-Instituts für Festkörperforschung. Zudem ist Kaufmann Mitglied im Kuratorium des Knabenchors collegium iuvenum Stuttgart und im Kuratorium des Deutsch-Türkischen Forums in Stuttgart. Er gehört auch dem Kuratorium des Musik Podium Stuttgart e. V. an. Als Beiratsmitglied von Jugend gegen AIDS unterstützt Stefan Kaufmann eine von Jugendlichen initiierte und geführte Initiative, die Aufklärungs- und Präventionsarbeit auf Augenhöhe betreibt. Kaufmann ist auch Mitglied des Landeskuratoriums Baden-Württemberg des Internationalen Bunds (IB) Freier Träger der Jugend-, Sozial- und Bildungsarbeit e. V. und Vorsitzender des von ihm gegründeten Forums für Hochschul- und Bildungspolitik e. V. (FHB). Bis zur Selbstauflösung des Forums Region Stuttgart im Oktober 2015 gehörte er dessen Kuratorium an. Von 2018 bis 2021 war Kaufmann Senator der Helmholtz-Gemeinschaft und der Leibniz-Gemeinschaft. Des Weiteren war er bis zu seinem Ausscheiden aus dem Bundestag 2021 Mitglied im Kuratorium der Bundesstiftung Magnus Hirschfeld sowie im Kuratorium des Deutschen Studentenwerks. Stefan Kaufmann ist Mitglied der Europa-Union Deutschland, die sich für ein föderales Europa und den europäischen Einigungsprozess einsetzt und noch Mitglied des VfB-Stuttgart-Fanclubs im Deutschen Bundestag.

## Veröffentlichungen
- Stefan Kaufmann: Das Europäische Hochschulinstitut: die Florentiner „Europa-Universität“ im Gefüge des europäischen und internationalen Rechts. Duncker & Humblot, Berlin 2003, 342 Seiten, (Tübinger Schriften zum internationalen und europäischen Recht; 61), ISBN 3-428-10753-5.